# Équipe de Thaïlande masculine de volley-ball
Cet article traite de l'équipe masculine. Pour l'équipe féminine, voir Équipe de Thaïlande féminine de volley-ball.
L'équipe de Thaïlande de volley-ball est composée des meilleurs joueurs thaïlandais sélectionnés par la Fédération Thaïlandaise de Volleyball (Volleyball Association of Thailand, VAT). Elle est classée au 1=47e rang de la Fédération Internationale de Volleyball en octobre 2015.

## Sélection actuelle
Sélection pour les qualifications aux Championnats du monde 2010.

Entraîneur : Supajirakul Monchai  ; entraîneur-adjoint : Manapornchai Khjhornsak 

## Palmarès et parcours

### Palmarès
Néant.

### Parcours

#### Championnats du monde
| - 1949 : non qualifié - 1952 : non qualifié - 1956 : non qualifié - 1960 : non qualifié - 1962 : non qualifié - 1966 : non qualifié - 1970 : non qualifié - 1974 : non qualifié - 1978 : non qualifié - 1982 : non qualifié | - 1986 : non qualifié - 1990 : non qualifié - 1994 : non qualifié - 1998 : 24e - 2002 : non qualifié - 2006 : non qualifié - 2010 : non qualifié |

#### Championnat d'Asie et d'Océanie
| - 1975 : Non qualifié - 1979 : Non qualifié - 1983 : Non qualifié - 1987 : Non qualifié - 1989 : 15e - 1991 : 9e - 1993 : 7e - 1995 : 7e - 1997 : 11e - 1999 : Non qualifié | - 2001 : Non qualifié - 2003 : 10e - 2005 : 5e - 2007 : 6e - 2009 : 13e - 2011 : 10e - 2013 : 6e - 2015 : 8e |

#### Coupe  d'Asie
| - 2008 : 6e - 2010 : non qualifié - 2012 : non qualifié |

#### Jeux asiatiques
| - 1958 : ? - 1962 : ? - 1966 : ? - 1970 : ? - 1974 : ? - 1978 : ? - 1982 : ? - 1986 : ? - 1990 : ? - 1994 : ? | - 1998 : 5e - 2002 : Non qualifié - 2006 : 11e - 2010 : Non qualifié |